# 이남박
이남박은 쌀 같은 것을 씻어 일 때 쓰는 목기이다. 통나무의 속을 파서 안벽에 고랑지게 여러 개의 줄을 돌려 판 함지박으로 쌀 이외의 이물질을 골라내는 데 쓰인다.